# Huvududdens naturreservat

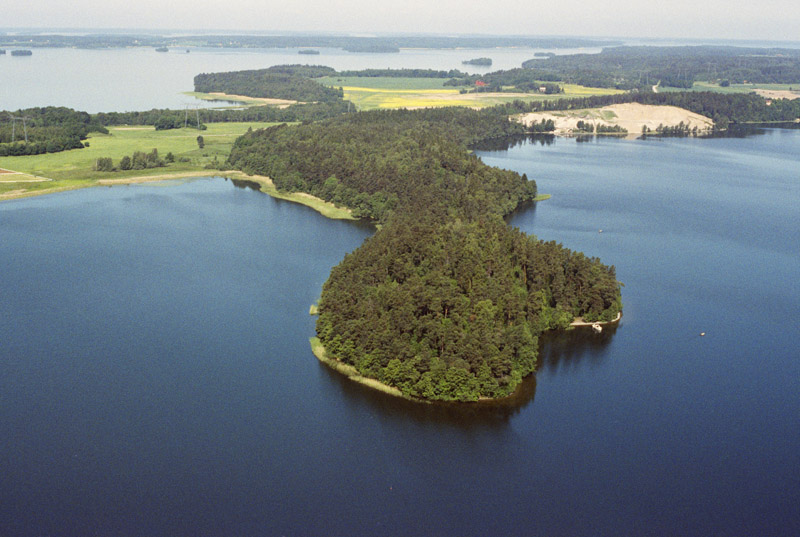
Flygfoto över reservatet från 1991.

Huvududdens naturreservat ligger på norra Ekerön i Ekerö kommun. Naturreservatet omfattar en areal om 35 hektar (därav land 31 ha) och inrättades år 1973 (reviderat 1993). Markägare är staten och förvaltare är Länsstyrelsen. Under historisk tid tillhörde Huvududden Kärsö gård.

## Beskrivning
Huvududdens naturreservat ligger på östra sidan av Munsön och utgörs av en cirka en kilometer lång halvö, kallad Huvududden, som sträcker sig ut i Långtarmen, en fjärd i Mälaren. Marken sluttar kraftigt ner mot norr och söder. På den 25 meter höga åsen går en promenadstig som leder förbi ett gravfält från bronsåldern. Gravarna består av två rösen och en stensättning. De båda rösena är mellan sju och tio meter i diametern och omkring en meter höga. Från halvöns yttersta spets har man en storslagen vy över Svartsjölandet och Menhammarsviken.
Landskapet formades av inlandsisen och är en del av Uppsalaåsen som är en av Sveriges mäktigaste rullstensåsar. I reservatets norra del finns en fem till sex meter djup åsgrop som bildades av ett isblock som var inbäddat i åsen. När blocket smälte kvarlämnade den en grop efter sig. Stora delar av Uppsalaåsens avsnitt på Munsön har blivit nyttjade som grustäkt. Huvududden har dock blivit förskonad från exploatering.
Ändamålet med reservatet är enligt kommunen "att skydda ett åsparti av betydande naturskönhet och med ett för landskapsbilden känsligt läge, samt att säkra ett för allmänhetens friluftsliv värdefullt område".

## Bilder

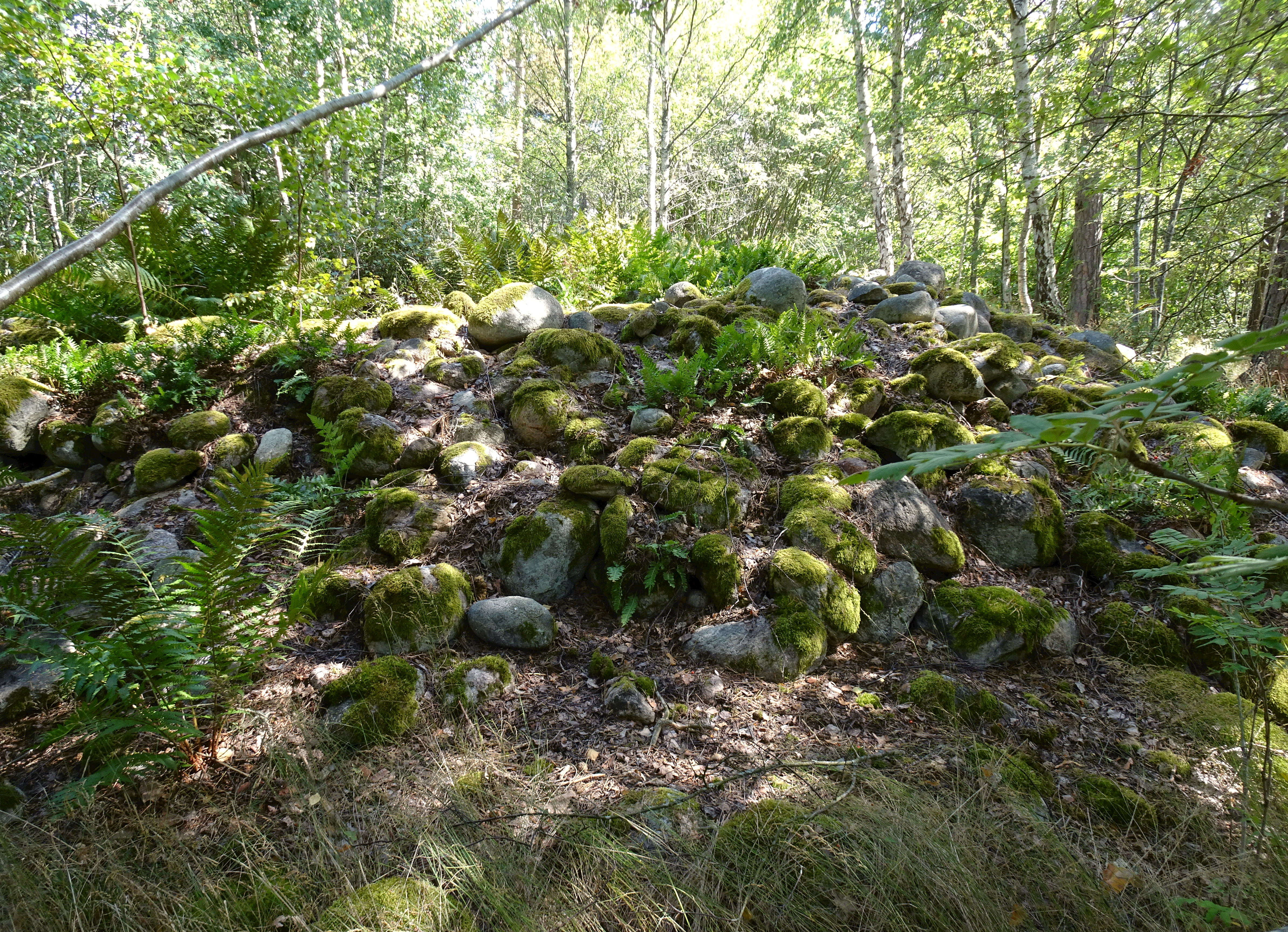
Röse RAÄ-nummer Ekerö 11:1.
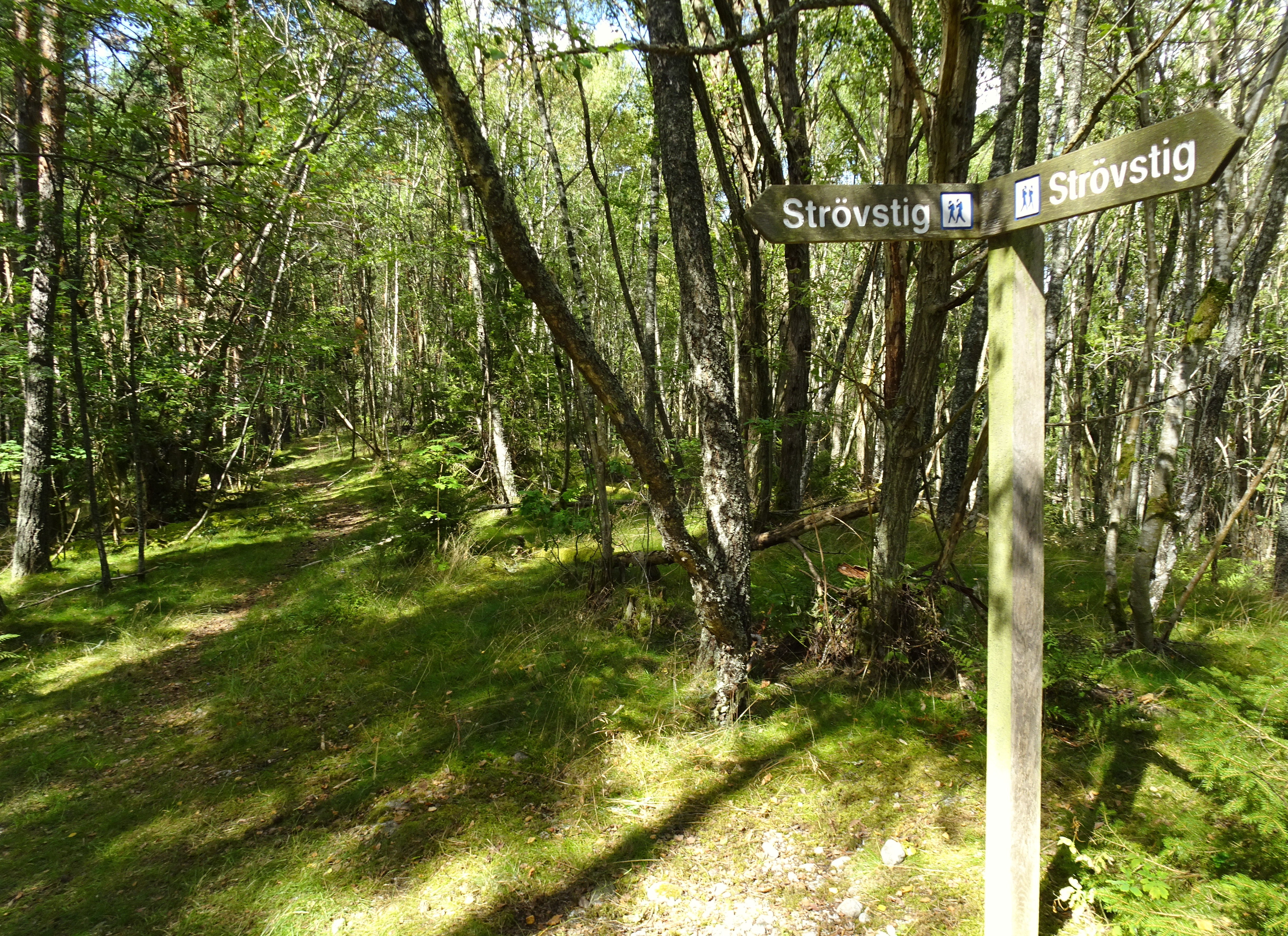
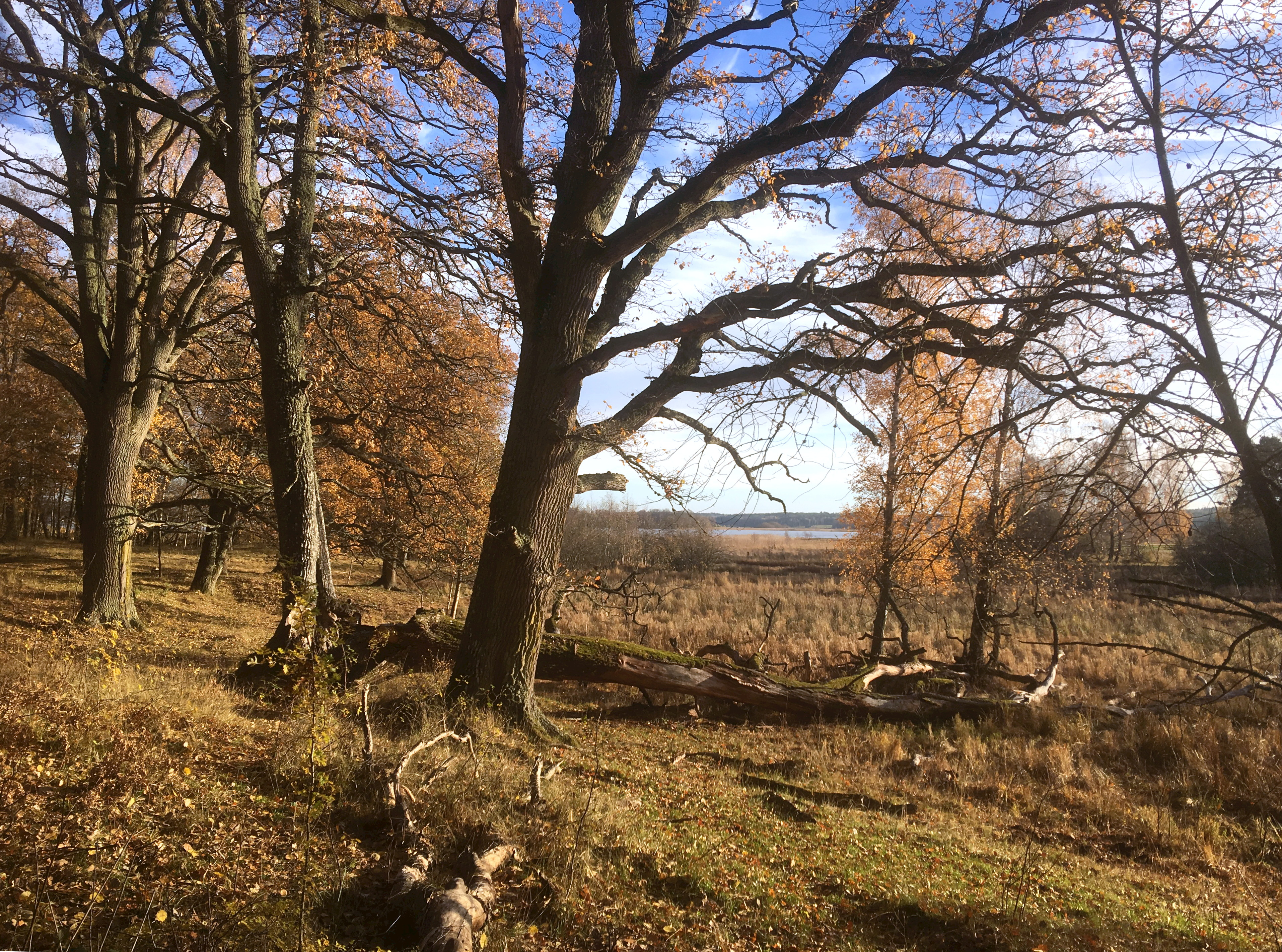